# Henrik Karlsson (ishockeymålvakt)
Henrik Karlsson, född 27 november 1983 i Stockholm, är en svensk-kazakisk professionell ishockeymålvakt som spelar för det kazakiska laget Barys Astana i KHL.
Karlsson har tidigare spelat för klubbar som Hammarby Hockey, Malmö Redhawks, Södertälje SK, Färjestads BK, Botkyrka HC, Calgary Flames. Chicago Blackhawks och Skellefteå AIK. Karlsson har under en kort period varit vikarierande lärare i Kassmyraskolan, Tumba. Detta under tiden han spelade för Botkyrka HC, innan proffsåren. Han går vid smeknamnet Calgary Tower I NHL i och med hans längd är 198 cm. Den 10 januari 2014 bekräftades det att Henrik Karlsson lämnar Skellefteå Aik för spel i Ryska Avangard Omsk i KHL. 2018 bytte Henrik Karlsson till Kazakstans landslag. Och spelar sitt första VM Div 1A 2018 med Kazakstan.